# Anders Johnson
Pour les articles homonymes, voir Johnson.
Ne doit pas être confondu avec Anders Johnson (cyclisme).
Anders Johnson, né le 23 avril 1989 à Plattsburgh, est un sauteur à ski américain.

## Biographie
Il s'entraîne à Park City.
Johnson apparaît dans la Coupe continentale en 2002, marquant ses premiers points (top 30) directement.
Il prend ensuite part à plusieurs championnats du monde junior (jusqu'en 2009), et reçoit une sélection pour l'épreuve par équipes aux Jeux olympiques d'hiver de 2006 à Turin.
En 2008-2009, il est promu dans l'équipe américaine pour la Coupe du monde, marquant ses premiers points au mois de janvier à Vancouver (29e). Il saute aussi aux Championnats du monde à Liberec, prenant au mieux la 40e place.
Si en 2010, il ne compte aucun départ en Coupe du monde, il parvient à se qualifier pour les Jeux olympiques de Vancouver, où il finit 49e au grand tremplin et onzième par équipes.
Johnson remporte ses seuls concours (deux victoires) au niveau international en 2012 dans la Coupe FIS.
Ses autres sélections comportent les Championnats du monde 2013 et les Jeux olympiques 2014.

## Palmarès

### Jeux olympiques
| Épreuve / Édition | Turin 2006 | Vancouver 2010 | Sotchi 2014 |
| Petit tremplin    |            | 49e            | 47e         |
| Grand tremplin    |            |                | Disqualifié |
| Par équipes       | 14e        | 11e            | 10e         |

### Championnats du monde
| Épreuve / Édition  | Liberec 2009 | Val di Fiemme 2013 |
| Petit tremplin     | 48e          | 37e                |
| Grand tremplin     | 40e          | 39e                |
| Par équipes mixtes |              | 6e                 |

### Coupe du monde
- Meilleur classement général : 87e en 2009.
- Meilleur résultat individuel : 29e.